# Comité Invisible
Comité Invisible és el pseudònim de l'autor o grup d'autors, de caràcter anònim, que ha publicat entre 2007 i 2017 diferents treballs literaris relacionats amb l'anarquisme insurreccionalista i l'extrema esquerra. Rebutjant l'etiqueta d'«autoria», el Comité Invisible afirma ser un «cos d'enunciació estratègica per al moviment revolucionari».

## Publicacions
Les versions originals en francès van ser publicades per l'editorial La Fabrique, mentre que les traduccions a l'anglès van ser publicades per Semiotext(e). Els últims dos llibres posseeixen una traducció a l'anglès realitzada per Robert Hurley.
- L'insurrection qui vient (2007)[2]
- À nos amis (2014)[3]
- Maintenant (2017)